# دبيقة قاسية
دِبَّيْقَة قاسية هو نوع من النباتات المزهرة من جنس دبيقة في فصيلة القرنفلية. موطنها الأصلي جنوب أوروبا. وهي موجودة أيضًا في شمال قلفرنية حيث استقدمت. هذا النوع حولي ينمو من جذور نباتية وينتج جذر وتدي مشعرًا أو غديًا أو متفرّعًا أخضر أو أرجوانيًا يصل ارتفاعه إلى 40 سم. يصل طول الأوراق الخطية إلى 2 سم. تظهر الأزهار المنفردة في محاور الأوراق. تحتوي كل زهرة على كأس أسطواني طويل ومضلع من الكؤوس التي تشكل الحلق الأنبوبي للزهرة ، ويبلغ طولها سنتيمترًا واحدًا على الأقل. في الجزء العلوي من الأنبوب توجد زهرة التويج التي تحتوي على خمس بتلات وردية أو أرجوانية.